# فروشگاه آژانس
فروشگاه آژانس نوعی قرارداد امنیتی اتحادیه است که در آن کارفرما ممکن است کارگران اتحادیه یا غیر اتحادیه را استخدام کند و کارمندان برای ادامه کار نیازی به عضویت در اتحادیه ندارند. با این حال، کارگر غیر اتحادیه باید هزینه‌ای را برای پوشش هزینه‌های چانه‌زنی دسته جمعی بپردازد. هزینه پرداخت شده توسط اعضای غیر اتحادیه تحت کنترل فروشگاه آژانس به عنوان «هزینه نمایندگی» شناخته می‌شود.
در مواردی که فروشگاه آژانس غیرقانونی است، همان‌طور که در قانون کار حاکم بر اتحادیه‌های بخش دولتی آمریکا رایج است، ممکن است اتحادیه و کارفرما با «شرکت منصفانه» موافقت کنند. این ماده، کارکنان غیر اتحادیه را ملزم می‌کند که برای پوشش هزینه‌های فعالیت‌های چانه‌زنی جمعی اتحادیه، «هزینه سهم منصفانه» بپردازند. «سهم منصفانه» شبیه به فروشگاه آژانس است، اما معمولاً در مورد آنچه ممکن است از غیر عضو دریافت شود محدودتر است. در کانادا، هزینه نمایندگی معمولاً به فرمول رند معروف است. در ایالات متحده، پرداخت اجباری حق‌الزحمه‌های نمایندگی از کارمندان غیر اتحادیه‌ای در بخش دولتی در ژوئن ۲۰۱۸ در Janus v. AFSCME خلاف قانون اساسی اعلام شد.
میثاق‌های سازمان بین‌المللی کار به قانونی بودن مفاد حق‌الزحمه نمایندگی نمی‌پردازد و این مسئله را به هر کشوری واگذار می‌کند. وضعیت حقوقی قراردادهای فروشگاهی آژانس از کشوری به کشور دیگر به‌طور گسترده متفاوت است، از ممنوعیت توافق تا مقررات گسترده توافق، تا عدم ذکر آن.